# Nancyana bordoni
Nancyana bordoni är en insektsart som beskrevs av Freytag 1990. Nancyana bordoni ingår i släktet Nancyana och familjen dvärgstritar. Inga underarter finns listade i Catalogue of Life.